# Patricia Highsmith
Patricia Highsmith, ursprungligen Mary Patricia Plangman, född 19 januari 1921 i Fort Worth i Texas, död 4 februari 1995 i Locarno i Schweiz, var en amerikansk roman- och novellförfattare, främst berömd för sina psykologiska thrillers, inklusive de fem romanerna om Tom Ripley. Flera av hennes verk har även filmatiserats.
I Andrew Wilsons biografi över Patricia Highsmith, Beautiful Shadow: A Life of Patricia Highsmith (2003), uppges att Patricia Highsmith levt med alkoholproblem och att hon haft svårt med relationer och med hat av typen misantropi.[källa behövs]
Highsmith avled på sjukhus i Locarno i Schweiz i sviterna av aplastisk anemi och lungcancer.

## Bibliografi i urval

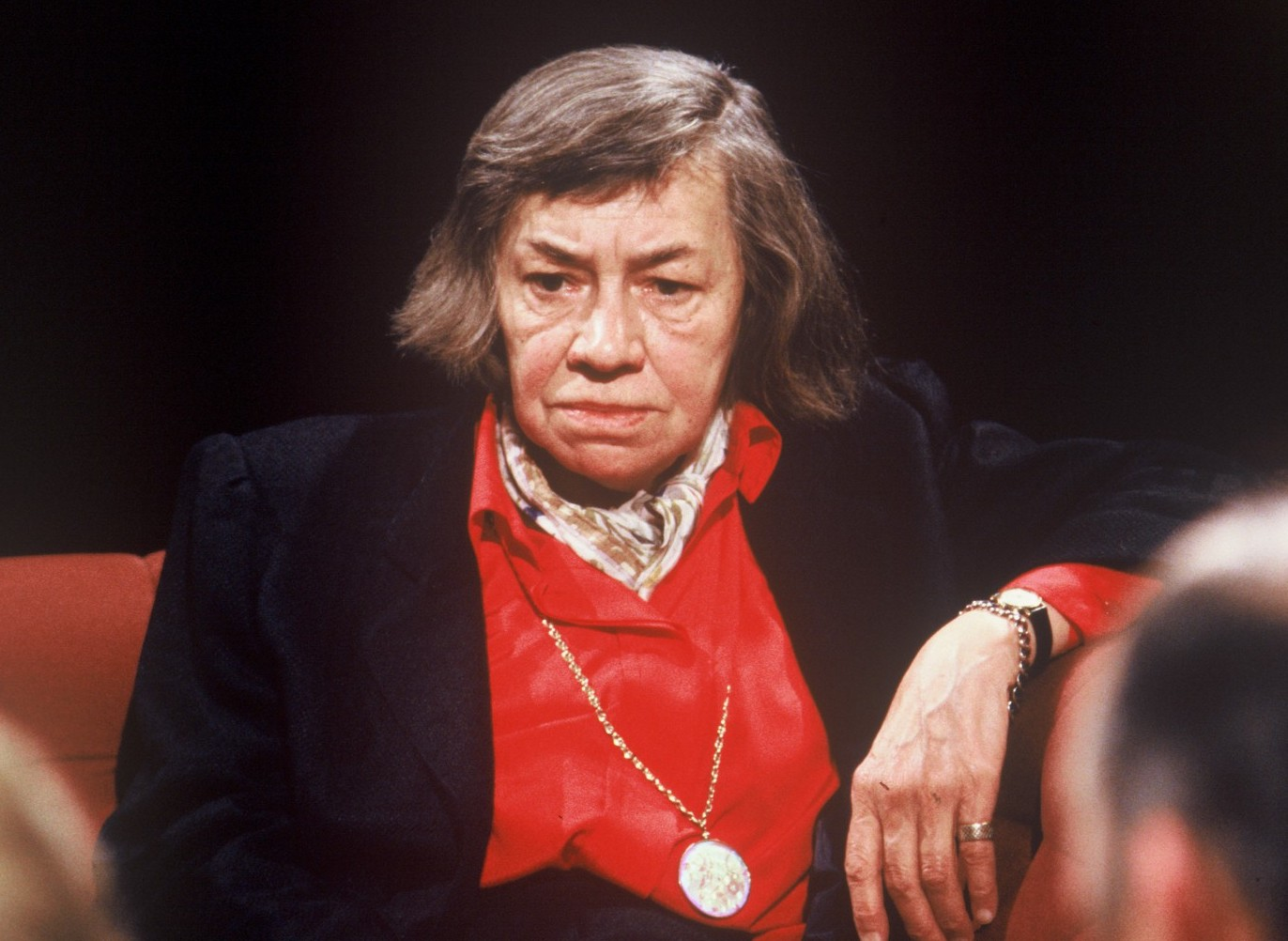
Patricia Highsmith 1988.